# قلعه هانیو

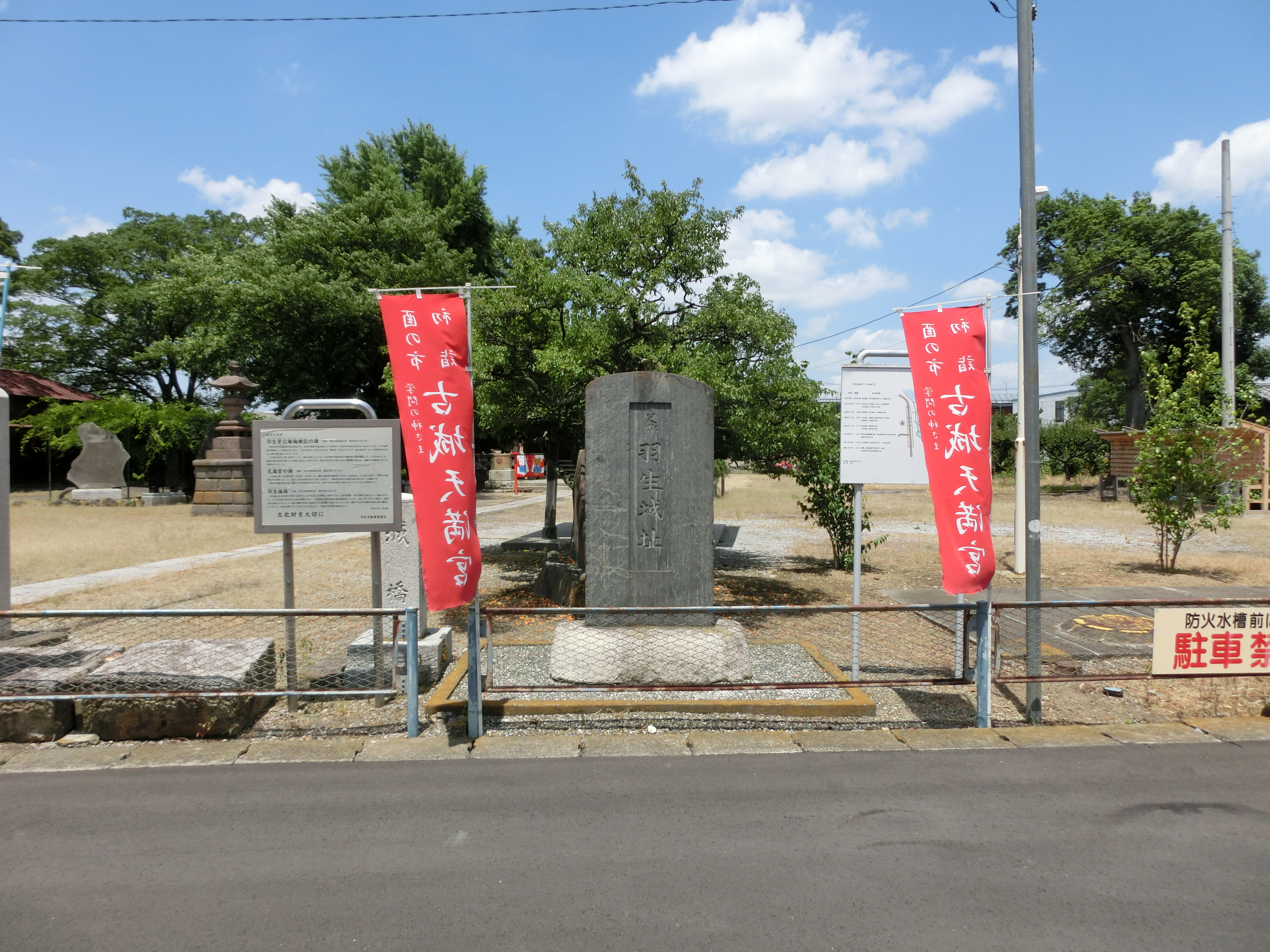
ویرانه قلعه

قلعه هانیو (به ژاپنی: 羽生城 はにゅうじょう); یک قلعه ژاپنی است که در شهر هانیو، سایتاما، استان سایتاما واقع شده است. این به عنوان پایگاهی برای خاندان اوئه‌سوگی برای فتح منطقه کانتو بود، اما در نوامبر ۱۵۷۴ به دلیل حملات مکرر خاندان گو هوجو به دست این خاندان افتاد. پس از آن، این قلعه توسط خاندان گو هوجو به خاندان ناریتا داده شد و پس از ورود توکوگاوا ایه‌یاسو به منطقه کانتو در سال ۱۵۹۰، به خاندان اوکوبو داده شد و در ژانویه ۱۶۱۴ رها شد. توسط شهرداری شهر هانیو به عنوان یک دارایی فرهنگی (مکان تاریخی) تعیین شده تعیین شده است